# بوریس پوپوف
بوریس پوپوف (روسی: Борис Никитич Попов؛ زادهٔ ۲۱ مارس ۱۹۴۱) بازیکن واترپلو اهل روسیه است.